# Бескоровайный, Даниил Леонидович
Дании́л Леони́дович Бескорова́йный (укр. Данило Леонідович Бескоровайний; род. 7 февраля 1999, Кривой Рог, Днепропетровская область) — украинский футболист, защитник житомирского «Полесья». Мастер спорта Украины международного класса.

## Клубная карьера
Воспитанник школы клуба «Кривбасс», Высшей спортивной школы Харькова и футбольной академии «Волыни». 21 июля 2017 года дебютировал в составе «Волыни» в первой лиге Украины. 19 февраля 2018 года стал игроком клайпедского «Атлантаса», однако из-за финансовых проблем был продан 1 августа 2018 года в «ДАК 1904» из Словакии. На правах аренды играл за «Славой» из Требишова, с 4 августа того же года числится игроком «Земплина». Дебютировал в Фортуна-Лиге 18 августа 2018 года в матче против «Сеницы».

## Карьера в сборной
В 2019 году поехал с командой U-20 на молодёжный чемпионат мира в Польше, с которой стал чемпионом мира.

## Достижения

### Командные
«Астана»
- Чемпион Казахстана: 2022

«Кривбасс»
- Бронзовый призёр чемпионата Украины: 2023/24

Сборная Украины
- Чемпион мира среди молодёжных сборных: 2019

### Награды
- Орден «За заслуги» III степени (2019)[10]